# Aristolochia fujianensis
Aristolochia fujianensis S.M.Hwang – gatunek rośliny z rodziny kokornakowatych (Aristolochiaceae Juss.). Występuje Endemicznie w Chinach, a prowincjach Fujian oraz Zhejiang.

## Morfologia
PokrójBylina pnąca i płożąca. Pędy są lekko owłosione i mają brązową lub białawą barwę.
LiścieMają sercowaty lub owalnie sercowaty kształt. Mają 4–11 cm długości oraz 4–11 cm szerokości. Mają zielono-białawą lub brunatną barwę. Nasada liścia ma sercowaty kształt. Z ostrym wierzchołkiem. Są lekko owłosione. Ogonek liściowy lub owłosiony i ma długość 2–8 cm.
KwiatyZebrane są po 3–4 w gronach. Mają czarno-purpurową barwę z zielonymi prążkami. Dorastają do 2–5 mm długości i 2 mm średnicy. Mają kształt wyprostowane lub lekko wygiętej tubki. Łagiewka jest kulista u podstawy.
OwoceTorebki o cylindrycznym lub odwrotnie jajowatym kształcie. Mają 2 cm długości i 1 cm szerokości. Pękają u podstawy.

## Biologia i ekologia
Rośnie w zaroślach. Kwitnie od marca do kwietnia, natomiast owoce pojawiają się od maja do sierpnia.